# Sonic the Hedgehog’s Gameworld
Sonic the Hedgehog’s Gameworld  ist ein Lern-Computerspiel, das von Aspect Co. Ltd entwickelt und von Sega erstmals in Japan am 11. August 1994 für das Sega Pico veröffentlicht wurde.
Es ist neben Tails and the Music Maker eines von zwei Sonic-Spielen für das Sega Pico. Sonic the Hedgehog’s Gameworld beinhaltet mehrere Minispiele für eine jüngere Zielgruppe, die sich je nach Region unterscheiden. Abhängig von der Region gibt es auch eine englische oder japanische Sprachausgabe, wobei die Synchronsprecher unbekannt geblieben sind.

## Gameplay
Sonic the Hedgehog’s Gameworld verfügt über mehrere Minispiele, die direkt mit dem „Magic Pen“-Stylus gespielt werden. In der Geschichte baut Dr. Robotnik das Unterhaltungszentrum „Gameworld“ und versteckt die Chaos Emeralds auf jeder Etage. Sonic the Hedgehog, Miles Tails Prower und Amy Rose müssen alle Minispiele durchlaufen und die Chaos Emeralds finden. Zu Beginn des Spiels muss man die Anzahl der Spieler (einer oder zwei), den Schwierigkeitsgrad (niedrig oder hoch), den Spielmodus, sowie einen der drei Spielcharaktere auswählen. Im Spielmodus können Spieler frei eines der Minispiele auswählen, welches sie spielen möchten. Im Story-Modus werden nach jedem Spiel Punkte vergeben. Das Ziel ist es, mehr Punkte als Dr. Robotnik bzw. sein Gegner zu sammeln. Jede Seite der Storyware-Kassette repräsentiert eine der Etagen der Gameworld, von denen jede einzelne Minispiele enthält. Nach dem Bestehen der Minispiele kann der Spieler kurze Dialoge von Sonics Freunden Flicky, Ricky, Picky, Pocky, Rocky und Cucky lesen. In der nordamerikanischen Version wurden mehrere Spiele der japanischen entfernt, da diese als nicht pädagogisch empfunden wurden und durch ein Mal- und Zeichentool ersetzt.
Diese Minispiele sind enthalten:
- Car Race: Ein simples Autorennspiel, in dem drei der Charaktere eine Runde im Kreis fahren
- Tree Climb: Drei Coconuts-Roboter müssen eine Palme möglichst oft hochklettern, die höchste Punktzahl gewinnt
- Hoops: Vier Basketball-Körbe laufen im Kreis und sollen mit Basketbällen getroffen werden
- Flag: Kopie des Game-&-Watch-Spiels Flagman, in dem Dr. Robotnik zwei verschiedenfarbige Fahnen nach Ansage hochhält
- Toy Drop: Ein Greifautomat, in dem möglichst viele Kuscheltiere gezogen werden sollen
- Robotnik Bop: Eine Hau den Lukas-Jahrmarktattraktion, bei der möglichst viele Dr. Robotnik-Köpfe aus fünf Löchern mit dem Hammer getroffen werden sollen
- Egg Switch: Ein Hütchenspiel, bei dem ein Flicky vor Dr. Robotniks Augen nach Tauschen der Eier wiedergefunden werden soll
- Concentration: Ein Memory-Spiel, bei dem unter zwölf Karten immer die zwei gleichen Motive gefunden werden sollen
- Sonic vs. Dr. Robotnik: Sonic und Dr. Robotnik stehen sich gegenüber. In jeder Runde wird zufällig eines von vier Motiven ausgewählt, die einen der beiden angreifen lässt
- Diamond Maze: Sonic und Dr. Robotnik suchen in einem mehrstöckigen Labyrinth nach Diamanten
- Ein Mal- und Zeichentool, ähnlich wie in Wacky Worlds Creativity Studio (nur in der nordamerikanischen Version enthalten)

Die japanische Version enthielt zudem ein Ballspiel, ein Roulette, zwei Poker-ähnliche Kartenspiele, einen einarmigen Banditen und ein Schere, Stein, Papier-Minispiel, die in nordamerikanischen Version durch das Mal- und Zeichentool ersetzt wurden, weil sie als ungeeignet empfunden wurden.

## Entwicklung
Das Spiel wurde von Aspect Co. Ltd entwickelt, die zuvor bereits für die Sega-Game-Gear-Spiele Sonic the Hedgehog 2 (1992), Sonic the Hedgehog Chaos (1993) und Sonic Drift (1994) verantwortlich waren. Auch der Komponist Koujiro Mikusa arbeitete zuvor am Soundtrack von Sonic the Hedgehog Chaos.

## Rezeption
Die Website AllGame wertete Sonic the Hedgehog’s Gameworld mit 2,5 von 5 Sternen, die portugiesische Power Sonic vergab 8 von 10 möglichen Punkten. Das Spiel gilt als das meistverkaufte Spiel für das Sega Pico, wenngleich keine offiziellen Zahlen veröffentlicht wurden. Dies lag an der generellen Popularität von Sonic bei Sega-Konsolen zu dieser Zeit begründet.